# Болгария на зимних Олимпийских играх 1956
Болгария принимала участие в Зимних Олимпийских играх 1956 года в Кортина-д’Ампеццо (Италия) в четвёртый раз за свою историю. В соревнованиях принимали участие семь спортсменов в двух видах спорта, но не завоевали ни одной медали. Впервые в составе сборной была женщина.

## Горнолыжный спорт

### Скоростной спуск
| Соревнование     | Спортсмены           | Итоги  | Итоги |
| Соревнование     | Спортсмены           | Время  | Место |
| ---------------- | -------------------- | ------ | ----- |
| Скоростной спуск | Георги Димитров      | 3:18.1 | 18    |
| Скоростной спуск | Георги Варошкин      | 3:30.0 | 24    |
| Скоростной спуск | Петар Иванов Ангелов | 3:38.5 | 27    |

### Гигантский слалом
| Соревнование      | Спортсмены           | Итоги  | Итоги |
| Соревнование      | Спортсмены           | Время  | Место |
| ----------------- | -------------------- | ------ | ----- |
| Гигантский слалом | Георги Димитров      | 3:28.9 | 34    |
| Гигантский слалом | Георги Варошкин      | 3:33.9 | 41    |
| Гигантский слалом | Петар Иванов Ангелов | 3:40.0 | 44    |

### Слалом
| Соревнование | Спортсмены           | Слалом     | Слалом  | Слалом  | Слалом  | Всего  | Всего |
| Соревнование | Спортсмены           | Время 1    | Место 1 | Время 2 | Место 2 | Очки   | Место |
| ------------ | -------------------- | ---------- | ------- | ------- | ------- | ------ | ----- |
| Слалом       | Георги Димитров      | 1:35.2     | 22      | 2:00.7  | 14      | 3.35.9 | 13    |
| Слалом       | Петар Иванов Ангелов | 1:49.1     | 33      | 2:27.1  | 39      | 4:16.2 | 32    |
| Слалом       | Георги Варошкин      | неизвестно | ?       | DSQ     | -       | DSQ    | -     |

## Лыжные гонки
Мужчины

### Лыжные гонки 15 км
| Соревнование | Спортсмены     | Итоги | Итоги |
| Соревнование | Спортсмены     | Время | Место |
| ------------ | -------------- | ----- | ----- |
| 15 км        | Димитри Петров | 57:53 | 53    |
| 15 км        | Захарин Гривев | 58:11 | 54    |

### Лыжные гонки 30 км
| Соревнование | Спортсмены     | Итоги   | Итоги |
| Соревнование | Спортсмены     | Время   | Место |
| ------------ | -------------- | ------- | ----- |
| 30 км        | Христо Дончев  | 2’02:10 | 43    |
| 30 км        | Захарин Гривев | 2’03:21 | 44    |

### Лыжные гонки 50 км
| Соревнование | Спортсмены    | Итоги   | Итоги |
| Соревнование | Спортсмены    | Время   | Место |
| ------------ | ------------- | ------- | ----- |
| 50 км        | Христо Дончев | 3’26:06 | 26    |

Женщины

### Лыжные гонки 10 км
| Соревнование | Спортсмены   | Итоги   | Итоги |
| Соревнование | Спортсмены   | Время   | Место |
| ------------ | ------------ | ------- | ----- |
| 10 км        | Мария Димова | 3’26:06 | 26    |